# Marpi Reef
Marpi Reef är ett djuphavsberg i Nordmarianerna (USA).   Det ligger i kommunen Saipan Municipality, i den södra delen av Nordmarianerna, 26 km norr om huvudstaden Saipan.  Det finns inga samhällen i närheten. 